# 歌林
歌林（Kolin）是台灣家電品牌，創立於1963年，已超過50年歷史。歌林家電商品，涵蓋液晶電視、電冰箱、洗衣機、移動式冷氣以及各種小家電。
歌林品牌過去是由歌林股份有限公司（Kolin Inc.）建立於1963年8月8日，曾有多款商品外銷，包括北美、東南亞。2008年，因北美液晶電視銷售不如預期，歌林公司財務重整並出售品牌經營權，使得歌林品牌一度消失於台灣。
2012年6月後，歌林品牌改由憶聲電子（臺證所：3024）接手，負責2012年之後歌林商品的生產、企劃、品保、廣宣、業務工作。憶聲電子是製造業起家，亦有40年以上經營經驗，及財務、代工製造、經營管理系統。為了重新經營歌林品牌，2012年9月，在當時憶聲電子董事長彭君平、當時憶聲電子總經理趙登榜邀請下，由過去任歌林公司業務本部長的張鏡湖加入團隊，並加入其他成員，進行歌林品牌重建。

## 歷史

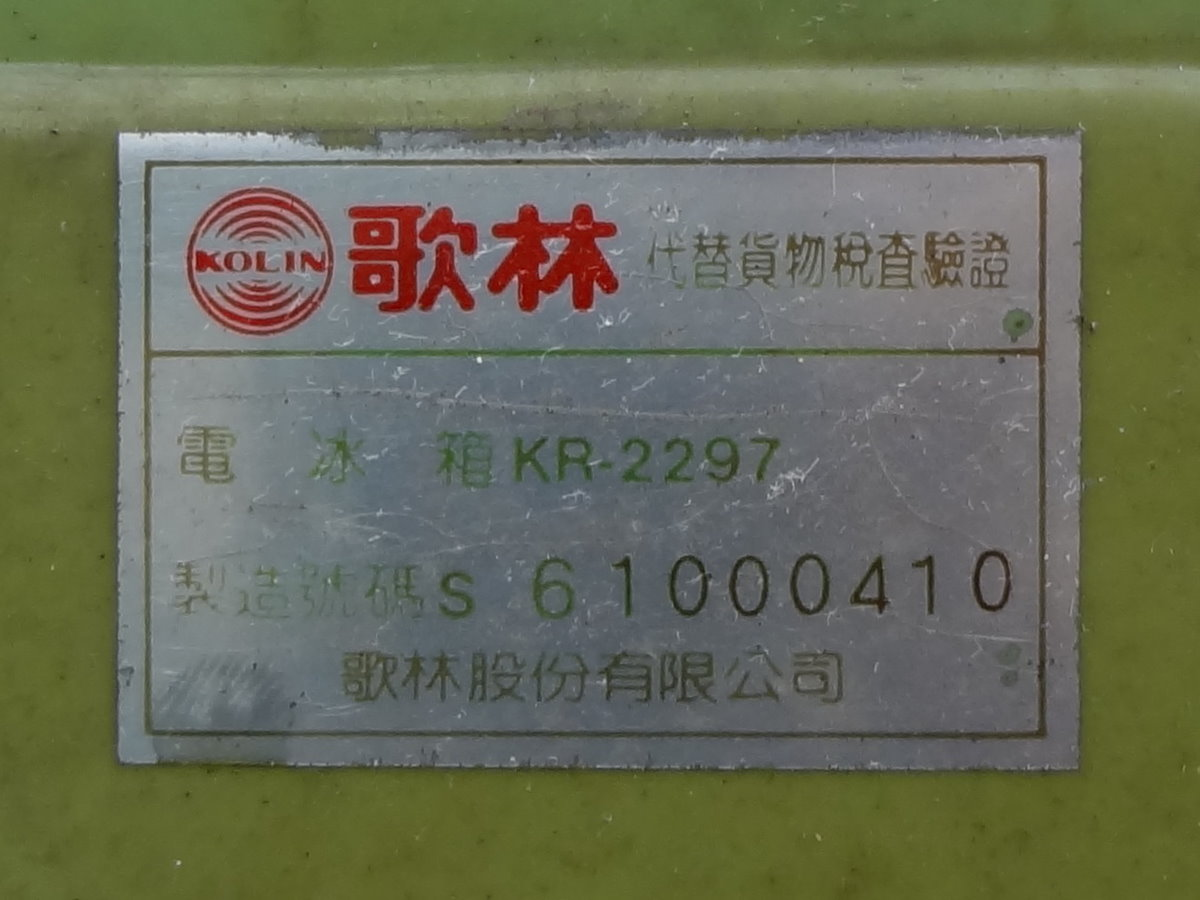
歌林圓形商標時期家電產品標籤

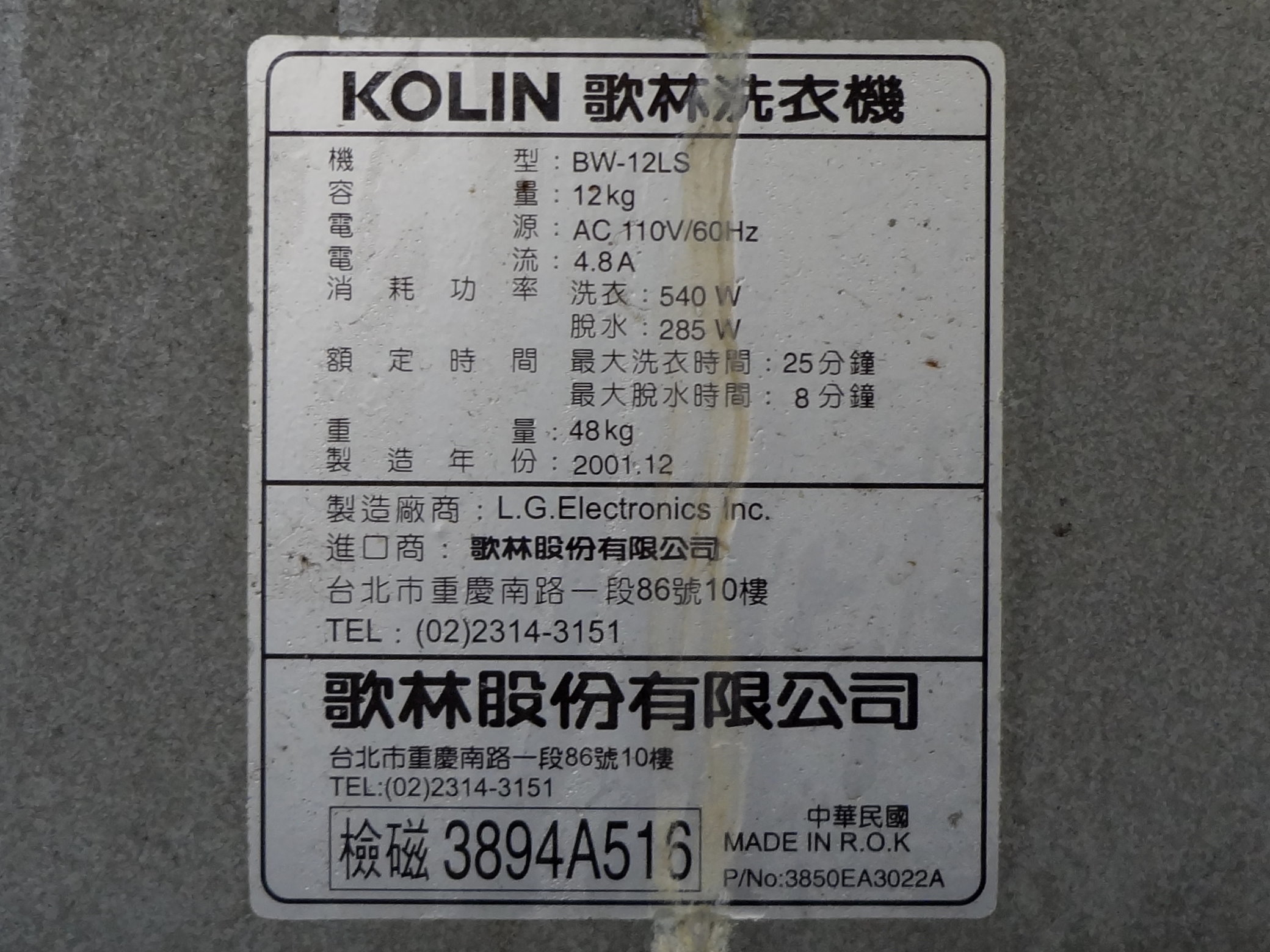
2001年歌林家電產品標籤

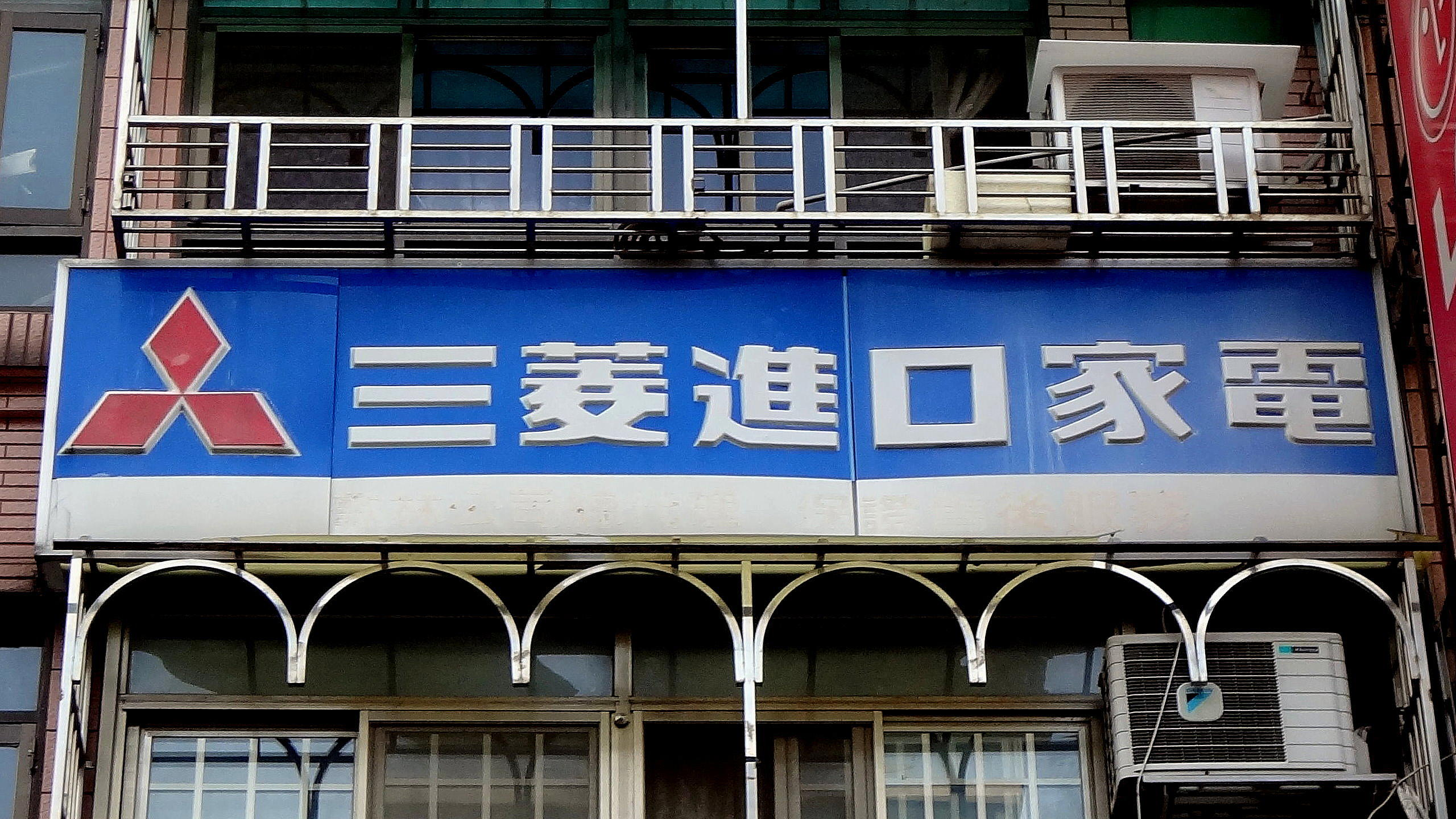
三菱進口家電經銷店招牌

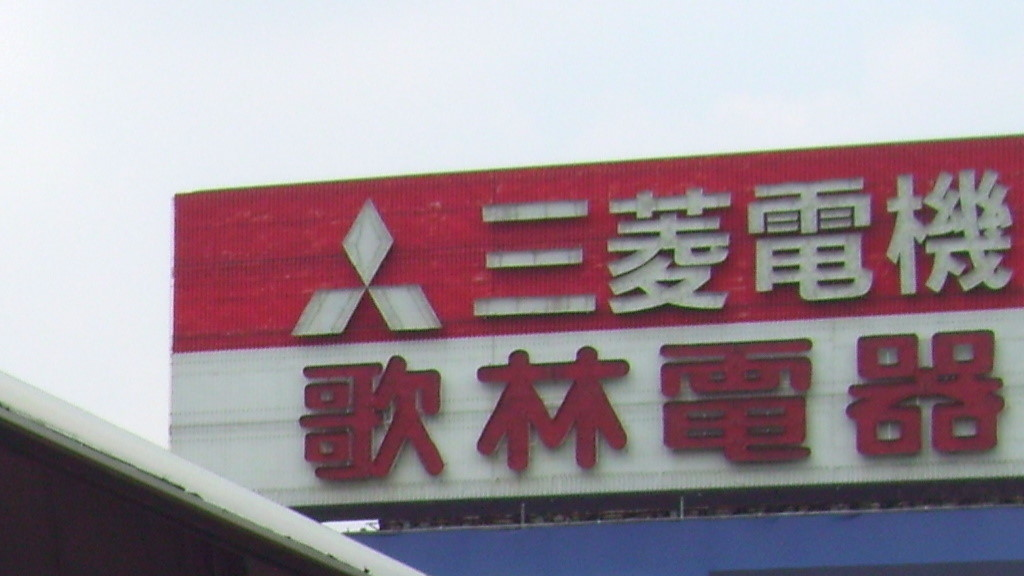
台灣三菱電機與歌林共用的廣告霓虹燈

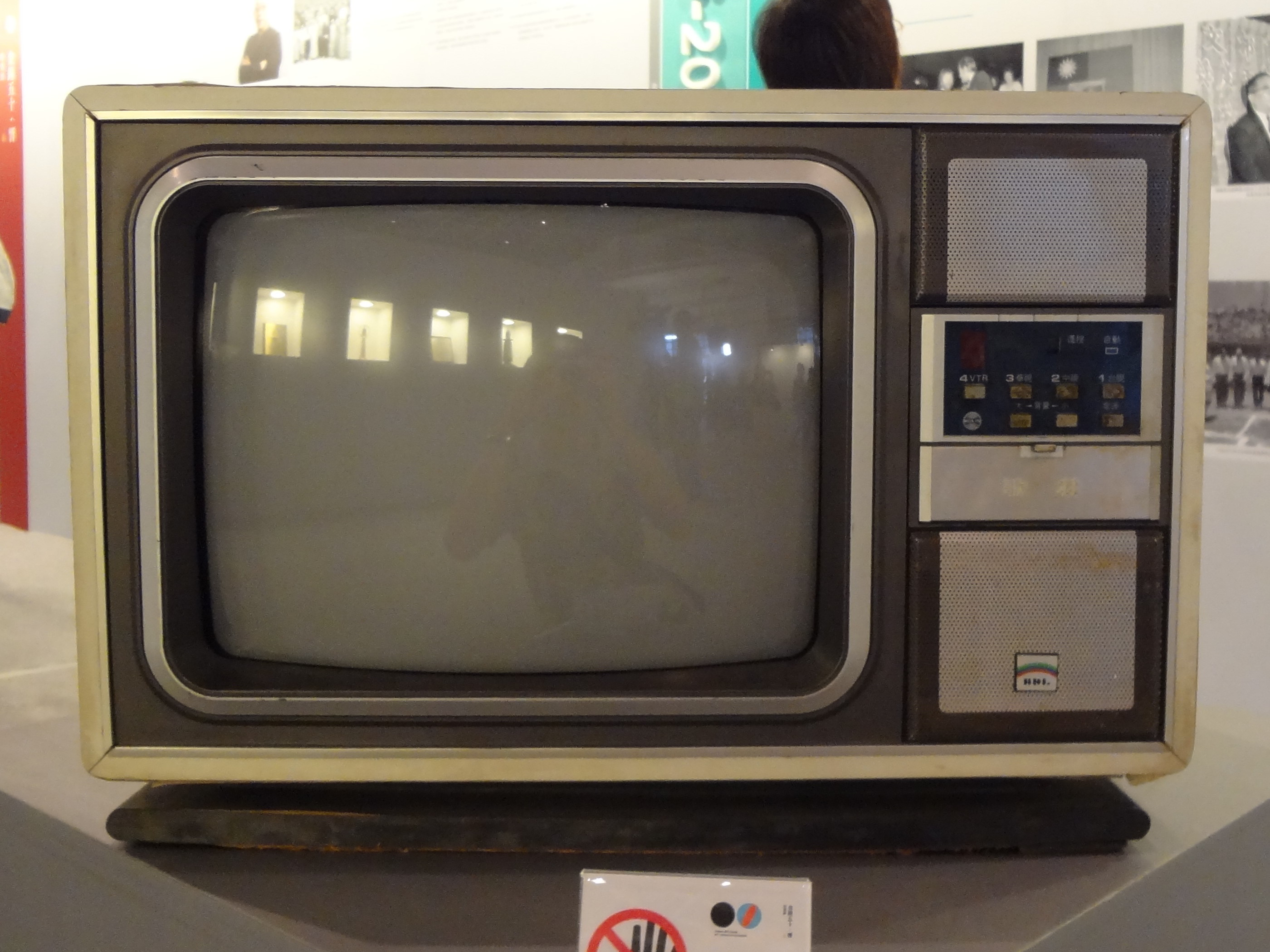
歌林黑白電視機CQ-6403UR

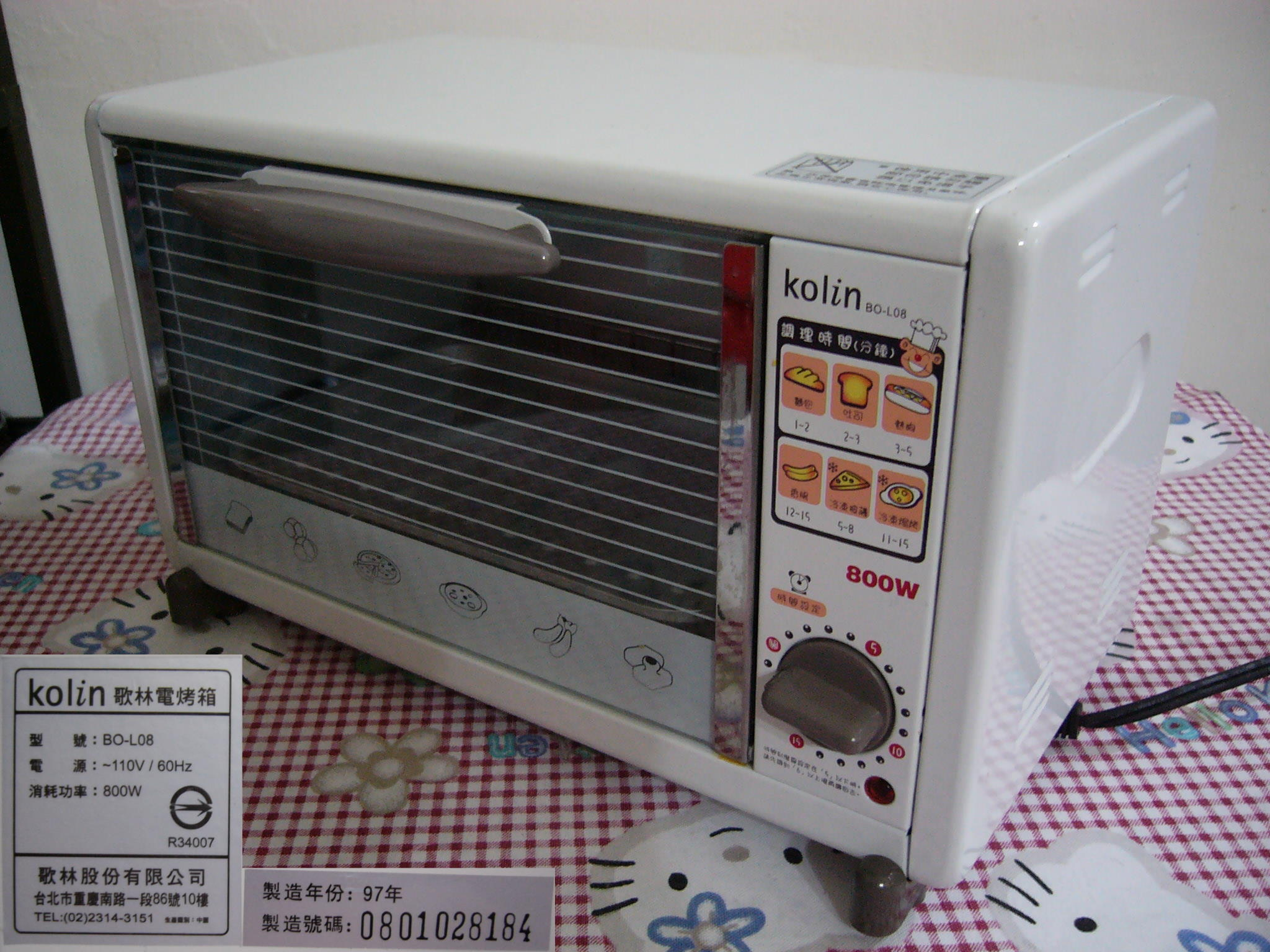
歌林電烤箱BO-L08

1963年8月8日，李克竣與親友集資新台幣200萬元，於臺北縣三重市創立「歌林股份有限公司」。1964年至1966年間，歌林生產了16、17、19吋黑白電視機，首創台灣電視機外加裝國內木製扇門。1969年至1971年間，歌林開始生產全晶體彩色電視機；同時，歌林與東方廣告以「鼓勵國內創作歌曲」為主旨，製作中國電視公司音樂節目《金曲獎》；歌林並成立「音樂出版部」，以「歌林唱片」為品牌發行唱片，並舉辦「歌林之星」歌唱比賽，培植的歌星有蕭孋珠、胡立武、池秋美等。1972年8月3日，歌林贊助、邱復生製作的臺灣電視公司音樂節目《錦繡歌林》開播。
1972年至1974年間，歌林跨足銷售電冰箱、洗衣機、窗型冷氣等家電。1973年7月2日，歌林股份有限公司進行股票公開發行。1973年9月17日，歌林股份有限公司在台灣證券交易所股票上市，股票代號1606，資本總額為新台幣1億元。1975年至1977年間，歌林股份有限公司與日本富士產業合資設立「台灣利巴股份有限公司」生產電阻器，並另外與日本三菱電機技術合作生產家電。1978年1月23日，歌林股份有限公司總部搬至台北市。
1981年至1983年間，歌林股份有限公司與三菱電機合資設立「菱林電機股份有限公司」，另成立「新林科技電子股份有限公司」生產電腦軟、硬體。1984年至1986年間，歌林跨足生產洗衣機及除濕機。1987年至1989年間，歌林引入三菱電機投資，推舉李克竣為名譽董事長，劉昭沛為董事長，陳振家、李石原、李學容為副董事長，李學容兼任總經理。
1990年至1992年間，歌林股份有限公司募集發行第一次無擔保轉換公司債新台幣10億元，另成立「歌林電機股份有限公司」生產家用馬達。1991年3月底，桃園縣觀音鄉歌林觀音廠第一期工程完工，基地面積20,860坪。1993年至1995年間，歌林與日本哥倫比亞（日本コロムビア）合資成立「冠登公司」，另轉投資三商人壽與富林建設。
1995年10月27日，台北市中正區重慶南路一段84、86號「歌林商業大樓」落成啟用。1996年，歌林成立「泰林科技」與「駿林科技」，泰林科技從事IC封裝及測試之相關事業，駿林科技專營電腦系統產品研發及製造；同年，歌林新莊廠遷至觀音廠（今桃園市觀音區觀音工業區工業四路7號）。1996年7月，歌林與馬來西亞「國產電器集團有限公司」（MEG）簽訂整廠輸出合約，總金額新台幣11.16億元。1997年，再成立「新和電機」與「瀚宇博德」，從事印刷電路板業務。1998年，歌林股份有限公司另成立「歌林開發股份有限公司」與「瑞林科技服務股份有限公司」，歌林開發經營商用不動產開發租售、經營投資管理顧問等業務，瑞林科技經營電器修理業務；同年，冠登公司改組為「歌林天龍音樂事業股份有限公司」。1999年，歌林成立「陞林股份有限公司」製造家電。
2000年，歌林代理三菱電機製造的「三菱霧重力洗衣機」上市，標榜與日本同步上市。2001年，歌林投資春暉國際多媒體，另與銘固公司（原愛華音響台灣總代理）合資成立「功林數位科技股份有限公司」代理銷售韓國三星電子的資訊家電產品；同年，臺北縣三重市溪尾街14號「歌林科技大樓」落成啟用。2001年5月8日，原歌林新莊廠改建的「歌林購物中心」開發案獲得都市計畫審查通過，是台北縣第一個工商綜合區開發案。2001年11月6日，功林數位科技宣布取代禾聯公司（禾聯碩前身），成為三星家電台灣總代理。
2002年，歌林加入工業技術研究院主導之「智慧家電產業研發聯盟」。
2003年，歌林啟用新版企業識別系統（CIS），主色為橘色配黑色，橘色象徵太陽般的明亮溫暖，黑色象徵沉穩大氣，5個字母一律小寫，4個黑色字母（k、o、l、n）用黑體字象徵簡鍊、效率、現代化，唯一的橘色字母（i）用斜體明體字象徵活潑、靈巧、人性化；同年，歌林50吋矽液晶數位電視上市。2004年，歌林資本額改為新台幣6,554,656,430元，另與美國新泰輝煌（Syntax Brillian）合創新品牌「奧麗維亞」（Olevia）。2005年，歌林40吋、42吋、47吋液晶顯示器上市，歌林65吋矽液晶顯示器上市，歌林全直流變頻冷暖氣機上市。2004年6月7日，歌林股份有限公司在上海市註冊成立「歌林國際貿易（上海）有限公司」銷售家電。2007年10月，歌林天龍音樂改組為「歌林數位影音股份有限公司」。
2008年，因美國新泰輝煌積欠歌林應收帳款新台幣60億元，歌林股份有限公司爆發財務危機，股票下市並展開重整；歌林總經理李敦仁強調，歌林是他祖父（李克竣）創立的品牌，不能毀在他手上，因此他規劃公開標售歌林品牌。
2010年6月30日，三菱電機的台灣子公司「台灣三菱電機股份有限公司」宣布結束其與歌林股份有限公司之家電銷售代理關係，三菱電機在台灣的白色家電業務改由台灣三菱電機自行銷售及推廣。
2011年12月1日，歌林商業大樓由台灣金聯資產管理公司以新台幣9億3999萬元得標，歌林觀音廠由遠東新世紀拿下其中一標。2011年12月20日，歌林觀音廠由彭姓自然人與陳姓自然人合組的投標團隊以新台幣11.1958億元得標。2011年11月22日，歌林開發解散。2011年12月22日，歌林數位影音解散。
2012年3月6日，歌林股份有限公司委託第一太平戴維斯標售分別位於台北市、台中市及高雄市的7筆資產，其中3筆資產標出：台北市中正區博愛路「永裕大廈」2至5樓484.9坪由新華開發以新台幣以2億2266萬元標下，台北市中正區開封街「財富首都大樓」9樓37.8坪以新台幣1751萬元標出，台北市和平西路店面50.5坪以新台幣2311萬元標出。

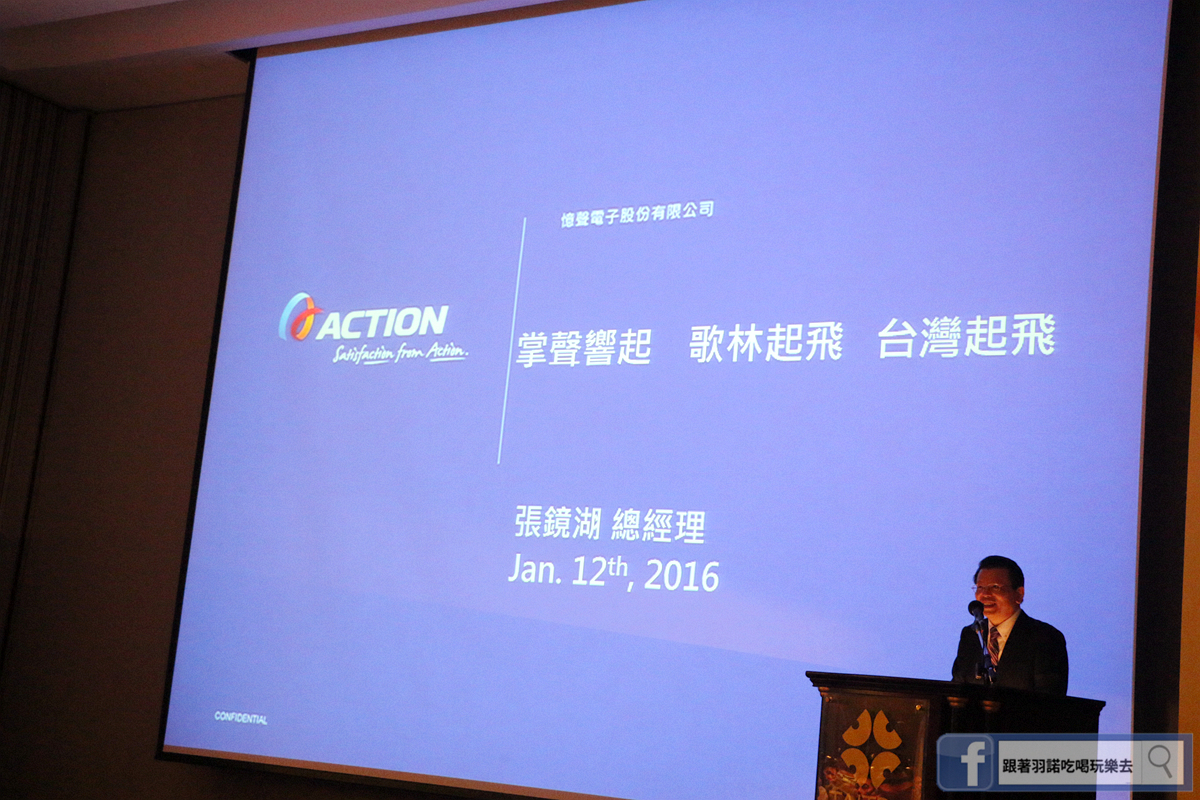
憶聲電子接手經營歌林品牌

2012年4月20日，憶聲電子董事會決議投標歌林品牌資產營業讓與。2012年4月23日，憶聲電子標得歌林品牌資產營業讓與，並取得瑞林科技100%股權；憶聲電子副總經理孫逸民表示，憶聲電子將延續使用歌林品牌銷售大小家電，並與旗下通路商倍適得電器發揮互補綜效。2012年6月1日，憶聲電子接手經營歌林品牌，至此歌林品牌與歌林股份有限公司無關，而成為憶聲電子集團旗下的品牌經營項目。
憶聲電子原本主要進行製造業外銷，在接手歌林品牌後，為配合進行台灣市場內銷經營，2012年6月，進行制度面與系統面調整。
2012年，原本憶聲電子以製造外銷為主，在當時董事長彭君平、總經理趙登榜的力邀下，曾擔任歌林股份有限公司業務本部長的張鏡湖加入憶聲電子擔任副總經理，進行歌林品牌的重建與商品發展、推廣。張鏡湖上任之初，首要為重建業務團隊與商品企劃團隊。張鏡湖採取「以小帶大」策略，推出一系列個人化、平價化小家電，從咖啡機、果汁機、快煮壺、電鍋等產品、以及Hello Kitty聯名商品。
2012-2013年，歌林品牌加入憶聲電子初期，在商品方面，以不滴水窗型冷氣、Hello Kitty聯名小家電、循環扇、快煮壺為主。
2013年8月，憶聲電子旗下公司上海华忆科技有限公司也取得歌林品牌商標10年授权，在中国大陆地区代理销售歌林品牌及系列商品。2014年4月23日，憶聲電子旗下公司上海忆歌商贸有限公司（原上海华忆科技）與騰訊旗下易迅網及易金商合開「歌林來了，你在哪裡？」新聞發布會，宣布歌林進入中國大陸網路購物市場。
2014年1 月，趙登榜轉任瑞林科技董事長及憶聲電子董事。原本的總經理一職由彭亭玉接任，並與張鏡湖繼續進行第二階段的歌林品牌重建工作。
2014年7月，為了促進商品多樣化，進行32吋、42吋、43吋、49吋、50吋、55吋、65吋、以及4K2K電視的規劃開發工作。
2015-2017年，歌林每月新聞發稿與刊登持續蟬聯國產家電新聞露出之最。歌林kolin 官方Facebook粉絲團，於2016年成為國產家電品牌粉絲與互動最高的社群媒體。並推動多次O2O行銷、影音直播、網路影片拍攝活動、以及公益贊助，造成廣泛話題。
2015年12月，張鏡湖升任憶聲電子總經理，負責台灣憶聲電子經營，以及歌林品牌在台灣的經營。憶聲電子董事彭柏彰則擔任副總經理，協助歌林團隊與憶聲電子經營管理事務。原任總經理彭亭玉則轉任憶聲電子董事，並繼續擔任倍適得電器董事長。
2016年5月，歌林推出新的移動式空調重點商品。由於發現許多台灣家庭、環境不適合一般冷氣及分離式冷氣安裝。例如廚房，在台灣，大部分的家庭不會在廚房安裝冷氣。 移動式空調代表的是一種速冷、方便、直吹的概念。透過快速的將冷空氣直接吹拂，達到體表降溫、迅速舒爽的效果。
2014年歌林品牌商品在台灣單年出貨已達300萬件，等於台灣每7人就有1位擁有歌林商品；2015年，全年商品出貨量超過360萬件，等於每6位台灣人，就有1位擁有歌林品牌商品。在2016年，全台灣歌林品牌商品出貨超過360萬件，等於接近每5位台灣人，就有1位擁有歌林品牌商品。
張鏡湖的努力，不僅讓歌林品牌重返家電市場，更獲得《上報》給予「家電教父」的尊稱。
2017年2月17日，歌林於台北國際會議中心第三次舉辦2017新品發表會暨經銷商感恩大會，首創T型runway，加入了Facebook社群直播、素人網友上台分享、show girl演出、經銷商領獎走秀等多項創新元素，是台灣家電業有史以來第一次將經銷商大會與消費者生活以直播方式結合，並且是在上班時間舉辦。短短時間內，吸引觸及超過9萬多粉絲，超過2萬多人觀看、3000多則留言與分享，創下台灣家電業網路行銷的紀錄。
2017年6月，憶聲電子集團董事長由原本的彭君平，改為趙登榜接任。他表示持續推動歌林品牌多元化發展，以活潑而務實的方式，進行品牌經營。
2017年12月13日，憶聲電子集團歌林品牌攜手三菱重工台灣代理的川菱工業集團，雙方宣布建立戰略夥伴關係，將整合並共同開發市場，預期經銷商規模有望達到全台800家，後續業績成長可望挑戰15％至20％，而商用空調、家用空調、一般家電可販售商品種類有望成長30％以上，希望透過強強聯手，強化彼此市場佔有率。
2020年6月憶聲電子集團董事長由彭亭玉接任。2020年的合併營收高達12.98億元。
2021年歌林推出歌林智慧空調，改變消費者對家電的習慣。使用歌林空調結合智慧主機-小飛碟，就可輕鬆用聲控來操作開、關機和調整溫度、風速，讓歌林智慧家電簡單消費者生活。
2022年歌林領先推出androidtv 11 4K液晶聯網顯示器，持續提供大家方便使用、消費得起的智慧家電。歌林長期佈局智慧家電市場，實現簡單的幸福。

## 相關
- 歌林金曲唱片
- 憶聲電子

## 外部連結
- 歌林公司 （页面存档备份，存于）
- 台灣公司資料
- 歌林的Facebook專頁
- YouTube上的歌林頻道
- 歌林官方部落格 （页面存档备份，存于）